# Песоцкий, Олег Владимирович
Оле́г Влади́мирович Песо́цкий (род. 27 ноября 1959, Новосибирск, РСФСР, СССР) — советский и российский художник-декоратор и скульптор-монументалист, член творческого союза художников России.

## Биография
Родился 27 ноября 1959 года в городе Новосибирске.
После окончания средней школы, в 1976 году, поступил на художественно-графический факультет Новосибирского государственного педагогического института.
Параллельно с учебой работал подмастерьем в мастерской новосибирского скульптора Анатолия Ивановича Назарова. Приходилось выполнять множество монументальных заказов, что послужило хорошей творческой школой.
Окончил институт в январе 1981 года, в том же году был призван в вооружённые силы СССР для прохождения срочной службы.
Службу проходил в Казахской ССР на космодроме Байконур.
Во время прохождения службы участвовал и победил в конкурсе на лучший проект памятника первому космонавту земли Юрию Гагарину устанавливаемому в городе Ленинске (ныне — город Байконур).
Памятник Юрию Гагарину его работы был установлен и торжественно открыт в 1984 году.
После службы в армии Олег Песоцкий вернулся в Новосибирск, преподавал скульптуру и рисунок в родном институте, затем в колледже культуры и искусств и Архитектурной академии. Ныне является мастером и руководителем собственной арт-мастерской. Входит в состав художественного совета города Новосибирска.
Практически вся творческая деятельность Песоцкого связана с родным Новосибирском. Также его работы можно встретить в других городах России и Казахстана.
Все творения мастера являются мощными по духу и имеют ярко выраженные характеры.

### Основные произведения
Самая значительная монументальная скульптура Песоцкого — это памятник Юрию Гагарину в городе Байконур, который был открыт 12 апреля 1984 года. Скульптура стала символом не только Байконура, но и всей отечественной космонавтики. Памятник по традиции стал обязательным объектом для посещения космонавтами, как в период их подготовки, так и непосредственно перед стартом в космическое пространство.
Песоцкий является автором ряда монументальных, рельефных и контактных скульптур. Среди его работ:
- памятник императору Николаю II и цесаревичу Алексею в Новосибирске (2017)[5];
- памятник князю Владимиру в Новосибирске (2018)[6];
- памятник Петру Щетинкину в Новосибирске (2020)[7];
- мемориальная доска журналисту Валерию Николаевичу Тарасову (2022)[8].

## Награды
- медаль имени Юрия Гагарина (Федерация космонавтики СССР, 1985 год) — за создание скульптурного памятника Юрию Гагарину на космодроме Байконур[9].

## Галерея

Памятник Юрию Гагарину в Байконуре
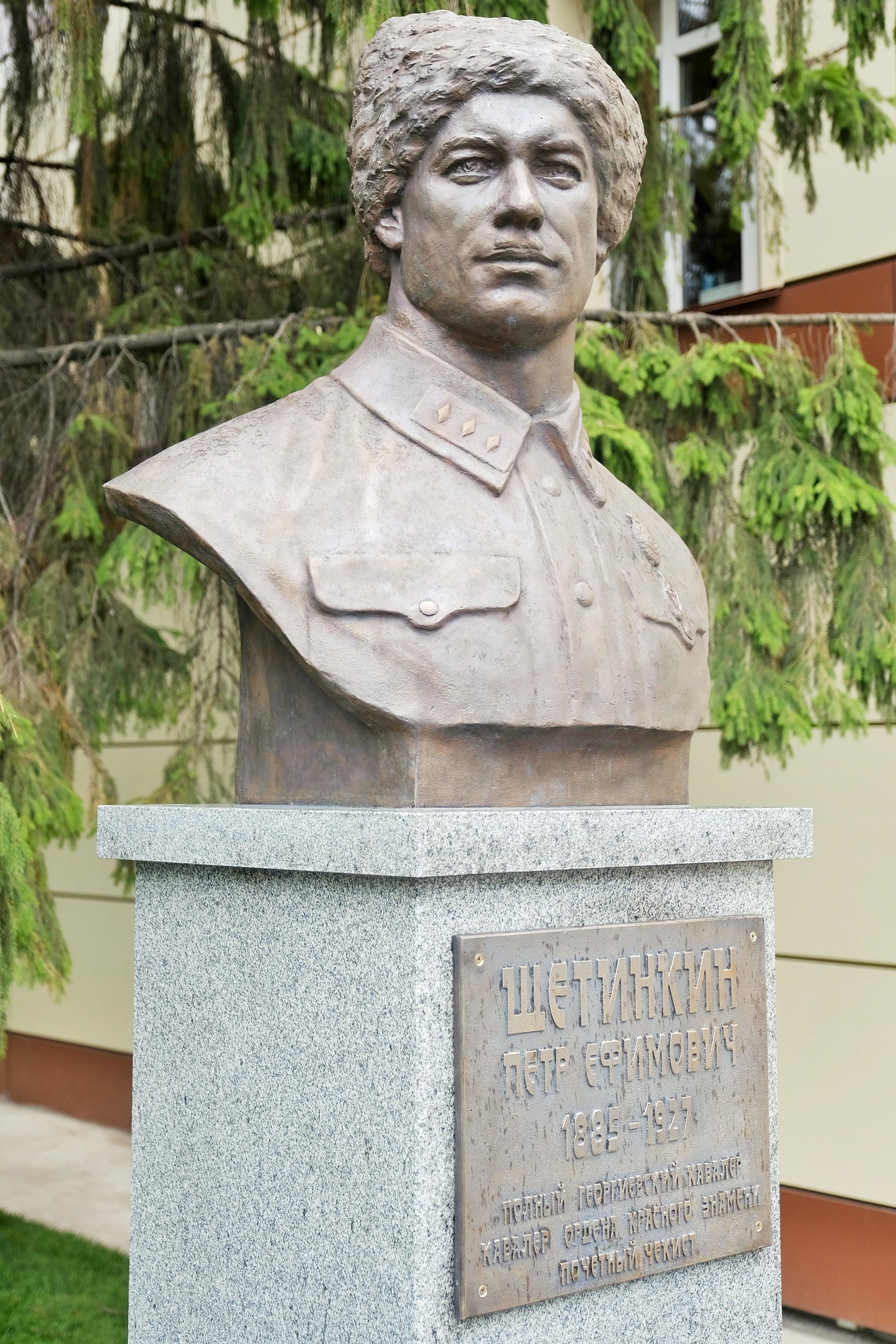
Памятник Петру Щетинкину в Новосибирске
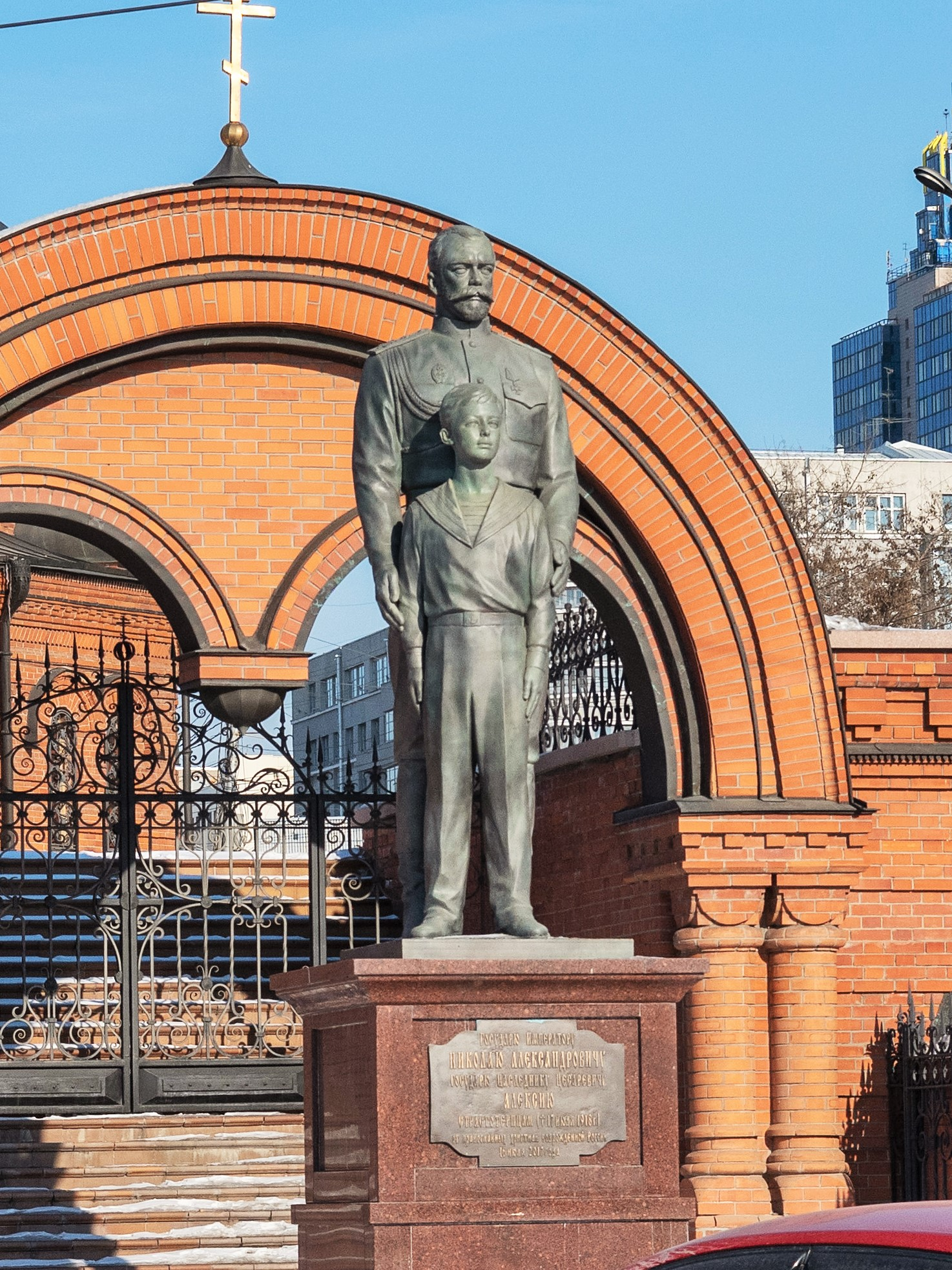
Памятник императору Николаю II и цесаревичу Алексею в Новосибирске
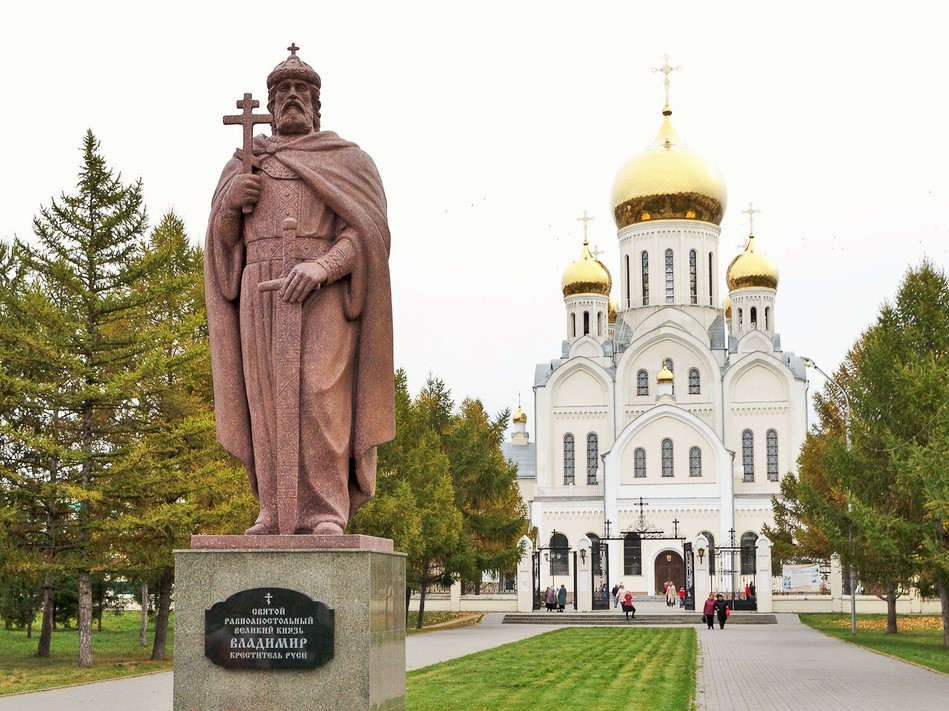
Памятник князю Владимиру в Новосибирске